# Rail World
Rail World, Inc. est une société de portefeuille dans le domaine du transport ferroviaire. Elle se spécialise dans la gestion, la consultation, l'investissement, la privatisation et la restructuration de compagnies de chemins de fer. Sa raison d'être est la promotion de la privatisation de l'industrie ferroviaire en rapprochant les organismes gouvernementaux souhaitant vendre leurs parts avec des investissements en capital et des compétences en gestion.
Rail World fut incorporée en juillet 1999 par Edward Burkhardt, qui en est le président et chef de la direction (CEO).

## Filiales
- Montreal, Maine & Atlantic[1]
- Rail Polska
- Rail World Locomotive Leasing
- Rail World Ukraine
- San Luis Central Railroad (en)

## Annexe